# کتابخانه دیجیتال جهانی
کتابخانه دیجیتال جهانی، (به انگلیسی: World Digital library)، در سال ۱۹۴۷ به منظور برآوردن نیازهای اطلاعاتی دبیرخانه برای انجام برنامه‌های سازمان یونسکو که هر دو سال یک بار توسط کنفرانس عمومی تصویب می‌شود، تأسیس شد. مجموعه کتابخانه شامل موضوع‌های مربوط به فعالیت‌های سازمان در زمینه آموزش و پرورش، علوم، فرهنگ، علوم اجتماعی و انسانی، ارتباطات و اطلاعات است. کتابخانه یونسکو بر حسب تکامل سازمان یونسکو حرکت می‌کند و فنون و تکنولوژی مدرن را در زمینه پردازش و بازیابی اطلاعات بکار می‌برد. استفاده از کامپیوتر در سال ۱۹۷۲ آغاز شد. و نرم‌افزار CDs/ISIS از ابتکارات یونسکو است. پایگاه اطلاعاتی کتابشناختی یونسکو، پایگاه اصلی نظام CDs است، که شامل اطلاعات کتابشناختی کتاب‌های خریداری شده و انتشارات خود یونسکو از سال ۱۹۷۲ به بعد است که مقالات نشریات را نیز در بر می‌گیرد. کتابخانه یونسکو دارای ۲۰۰۰۰۰ کتاب و ۲۰۰۰ عنوان پیایند (مجله و روزنامه) است. و دارای حدود ۶۰۰۰۰ میکرو فیش از اسناد یونسکو از سال ۱۹۷۲ به بعد است. خدمات آن شامل: جستجوی کتابشناختی پیوسته، مرجع، امانت، امانت بین کتابخانه‌ای و آگاه رسانی جاری است. امکانات کتابخانه عبارت است از: اتاق ترمینال بازیابی متصل به پایگاه‌های CDs,DIALOG، میکرو فیش، میکرو فیش خوان و چاپگر